# 羅伯特·多德
小羅伯特·詹姆斯·多德（英語：Robert James Dold Jr.；1969年6月23日—）是美国的一位政治人物，自2015年開始，他是伊利諾州第10選舉區選出的美國眾議院議員。他的黨籍是共和黨。在他當選議員之前，多德是一位商人，經營自己的公司。